# أندرو سي. أكستل
أندرو سي. أكستل هو سياسي أمريكي، ولد في 11 ديسمبر 1911، وتوفي في 10 مارس 1994. نشط حزبياً في الحزب الجمهوري.